# 松本亨 (英語教師)
松本 亨（まつもと とおる、1913年9月14日 - 1979年6月30日）は、日本の英語教育者、アメリカ改革派（Reformed Church in America)教会教職。明治学院大学教授（1949 - 1960）、日本女子大学講師（1961 - 1965）、フェリス女学院大学教授（1965 - 1971）を務めた。
1934年に初めて開かれた第1回日米学生会議に日本側代表として出席した。開会演説を行うとともに、政治経済部門の議長を務めた。1935年第2回日米学生会議にも出席した。同年9月ニューヨークのユニオン神学校に入学した。1944年、ニューヨークマーブルカレージエート教会で按手礼を受け教職に入る。戦後NHKラジオ「英会話」の講師を21年間務めた（1951年4月 - 1972年3月）。

## 略歴
- 1913年9月14日 - 北海道網走郡美幌村（現在の美幌町）で出生。
- 1920年4月 - 群馬県高崎中央尋常高等小学校（現在の高崎市立中央小学校）入学。
- 1926年4月 - 群馬県高崎中学校（現在の群馬県立高崎高等学校）入学。
- 1928年4月 - 明治学院中学部第三学年に編入。
- 1931年4月 - 明治学院高等学部英文科入学。
- 1934年7月 - 第1回日米学生会議に日本代表として参加（東京）。日本側代表演説を行う。
- 1935年3月 - 明治学院高等学部英文科卒業。
- 1935年7月 - 第2回日米学生会議に日本代表として参加（ポートランド）。
- 1935年9月 - ユニオン神学校入学。
- 1938年6月 - 北米日本人基督教学生同盟（The Japanese Student Christian Association [JSCA]）総主事に就任。
- 1938年10月 - JSCA総主事として、ニューイングランド地方の大学訪問を行う。
- 1938年8月 - 世界学生キリスト教連合総会に参加（パリ）。
- 1938年11月 - JSCA総主事として、ペンシルベニア州、メリーランド州、ワシントンＤＣ地区の大学訪問を行う。
- 1939年2月 - JSCA総主事として、南部諸州の大学訪問を行う。
- 1939年12月 - 学生宣教奉仕運動（Student Christian Movement [SCM]）の会議に参加（トロント）。
- 1941年12月7日 - 日米開戦により、エリス島の連邦移民収容所に敵性外国人として抑留される。
- 1942年2月 - ロングアイランドアプトン収容所に移送される。
- 1942年6月 - メリーランド州フォートミード収容所に入所。
- 1942年10月 - フォートミード収容所を仮出所。
- 1942年11月 - 日系人再転住委員会（The Committee on Resettlement of Japanese Americans）主事補に就任。
- 1944年2月 - アメリカ改革派教会（The Reformed Church of America [RCA]より按手礼を受ける。
- 1945年3月 - 日系人再転住委員会主事に就任。
- 1946年5月 - 『偏見を越えて‐教会と日系アメリカ人の物語』（Beyond Prejudice: A Story of the Church and Japanese Americans）出版。
- 1946年10月 - 『兄弟は他人の始まり』（A Brother Is A Stranger）をジョン・デイ社より出版する。
- 1947年9月 - コロンビア大学教育大学院入学（教育心理学専攻）。
- 1949年8月 - コロンビア大学教育大学院修了（教育学博士）。
- 1949年9月 - 北米外国伝道協議会（The Foreign Missions Council of North America）により明治学院に派遣される。
- 1951年4月 - NHKラジオ『英語会話』講師就任。
- 1953年5月 - 学校法人明治学院総主事兼建築常務主事就任
- 1960年3月 - 学校法人明治学院経済学部教授及び建築常務主事辞任。
- 1961年10月 - 日本女子大学講師就任。
- 1965年4月 - フェリス女学院大学教授就任。
- 1968年 - 松本亨英語高等専門学校学長就任。
- 1971年3月 - NHK放送文化賞受賞。フェリス女学院大学教授辞任。
- 1979年6月30日 - 聖マリアンナ医科大病院で死去。65歳没。

## 思想
戦後、NHKラジオの『英語会話』を最長不倒の21年間担当したことから、英語教育者として認識されているが、本来アメリカ改革派教会の牧師であり、アメリカのミッションから戦後明治学院に派遣された宣教師である。それゆえに専門は教育心理学である。英語教育者としては、「英語で考える」"Think in English"を提唱した人物として知られているが、そもそも「英語で考える」とは、戦前文部省の顧問として来日した英国人ハロルド・E・パーマーにさかのぼり、松本亨のオリジナルではない。英語と日本語は統語的に異なる言語であるから、両者を同じ回路で使用してはならないという考えが松本亨の本来の主旨である。
言語学者の大津由紀雄は、松本亨のその考え方は、定義が曖昧である限りにおいて、英語教育の指標として適当ではないが、英語で表出する際、文法を考えながら英語を組み立てるのではなく、ほぼ無意識に文章を作り出す「自動化」を意味しているのであれば、正しい考え方であるとし、また第二言語習得理論の専門家の白井恭弘もインプット理論からみて、松本亨の英語学習法における主張には一定の妥当性があると述べている。キリスト者としては、アメリカにおける自由主義神学、及び世界教会運動につながる超教派主義の影響を強く受けており、キリスト教社会主義に近い立場をとっていた。アメリカ滞在中は、学生キリスト教運動（Student Christian Movement）の指導的立場で活動し、戦後は、教育・建築の両面から、母校明治学院の再建に関わった。

## 主要著書
- 偏見を越えて（Beyond Prejudice: A story of the Church and Japanese Americans）（1946）
- The Seven Stars (1949)
- A Brother Is a Stranger （1946）
- 書く英語・基礎編（1962）
- 英語と私（1958）
- 英語で考える本（1968）
- 英語で考えるには―そのヒケツと練習（1974）
- 私がすすめる英書の読み方（1976）

## エピソード等
- 3人兄弟で2番目の兄が明治学院・ユニオン神学校に進学し、亨もそのツテを頼って進学することができた。
- 明治学院在学中は「英語で考える」ということに徹するため、英語以外の通常の授業も先生の講義を全部英語に直しながら聞き、ノートを取っていた。
- 平和主義者であり、拘留中にアメリカと日本のどちらの味方をするのか？と迫られても自分は戦争そのものに反対であるとして宗教者的な立場を貫いた。